# Hodgsons sperwerkoekoek
Hodgsons sperwerkoekoek (Hierococcyx nisicolor) is een koekoekssoort uit het geslacht Hierococcyx. De vogel werd in 1843 als Cuculus nisicolor geldig beschreven door Edward Blyth, die deze vogel heeft genoemd naar de ontdekker, de Engelse natuuronderzoeker Brian Houghton Hodgson.

## Kenmerken
Hodgsons sperwerkoekoek verschilt van de Maleise soort doordat de borst meer roodbruin gekleurd is. De soort parasiteert op zangvogels.

## Verspreiding en leefgebied
Deze sperwerkoekoek is een trekvogel die broedt in het Himalayagebied, met name van Nepal en de oostelijke Himalaya tot Myanmar, Thailand en Hainan en 's winters naar het zuiden trekt tot op het eiland Borneo waar hij een schaarse wintergast is.